# 3 Armia Pancerna (III Rzesza)
3 Armia Pancerna (niem. 3. Panzerarmee) – niemiecka armia pancerna z okresu II wojny światowej, uczestniczyła w ataku na Związek Radziecki, walczyła głównie przeciw Armii Czerwonej.
Utworzona 16 listopada 1940, jako 3 Grupa Pancerna (niem. der Panzergruppe 3), z dowództwa XV Korpusu Armijnego. Od 31 grudnia 1941 przemianowana na 3 Armię Pancerną. Przydzielona Grupie Armii Środek (pod koniec wojny Grupie Armii Wisła), walczyła pod Moskwą na przełomie 1941 i 1942 roku, następnie brała udział w walkach pod Witebskiem. Po cofaniu się przez Litwę i Kurlandię pod koniec 1944 roku wzięła udział w walkach o Kłajpedę. W składzie Grupy Armii Wisła walczyła pod Szczecinem i nad Odrą. Oddała się do niewoli armii USA.

## Dowódcy armii
- gen. płk Hermann Hoth (16 listopada 1940 - 4 października 1941)
- gen. płk Georg-Hans Reinhardt (5 października 1941 - 15 sierpnia 1944)
- gen. płk Erhard Raus (15 sierpnia 1944 - 10 marca 1945)
- gen. wojsk panc. Hasso-Eccard von Manteuffel (10 marca - 7 maja 1945)[1]

## Struktura organizacyjna
Oddziały armijne (m.in. 3 Pułk Łączności)
Skład w październiku 1941:
- VI Korpus Armijny,
- XXXXI Korpus Armijny,
- LVI Korpus Armijny,
- V Korpus Armijny

Skład w kwietniu 1944:
- IX Korpus Armijny,
- LIII Korpus Armijny,
- VI Korpus Armijny,
- 210 Dywizja Bezpieczeństwa

Skład 23 czerwca 1944:
- VI Korpus Armijny
- IX Korpus Armijny
- LIII Korpus Armijny